# Maria Voce
Maria Voce   (Aiello Calabro, 16 de juliol de 1937 - 20 de juny de 2025) va ser una advocada italiana, líder del moviment dels Focolars.

## Biografia
Va estudiar teologia i dret canònic. Des de l'any 2008 reemplaça Chiara Lubich com a líder del moviment dels Focolars, un grup religiós que promou la pau i el diàleg entre religions. Va ser també membre de l'Escola Abbá, un centre d'estudis interdisciplinari.
Voce va unir-se al moviment dels Focolars el 1959, i va viure durant 44 anys en la comunitat. També va viure a Turquia durant 10 anys, on va establir llaços amb l'Església Ortodoxa de Constantinoble en pro del diàleg interreligiós. El 2009 el papa Benet XVI va elegir-la com a consellera del Consell Pontifici per als Laics.